# Nichts (Roman)
Nichts (dänischer Originaltitel: Intet; deutscher Untertitel: Was im Leben wichtig ist) ist ein Jugendbuch der dänischen Autorin Janne Teller aus dem Jahr 2000, welches im Jahr 2010 auf Deutsch erschien. Aufgrund seiner nihilistischen Aussagen ist es seit der Veröffentlichung umstritten.

## Inhalt
In der fiktiven dänischen Kleinstadt Tæring äußert der Siebtklässler Pierre Anthon eines Tages, dass nichts in der Welt etwas bedeute und es sich daher nicht lohne, etwas zu tun. Von da an bleibt er dem Unterricht fern und konfrontiert stattdessen aus einem alten Pflaumenbaum heraus seine Altersgenossen mit logisch scharfen Argumenten, die einzelne Aspekte des tradierten Wertesystems, bis dahin von allen für selbstverständlich gehalten, in Frage stellen. Das finden die jungen Menschen so irritierend, dass sie beschließen, die Situation zu beenden.
Nachdem sich erste Versuche, Pierre Anthon mit Gewalt ruhigzustellen, als unwirksam erwiesen haben, beschließt eine Gruppe von 20 Mädchen und Jungen der Klasse 7A, ein Gegenargument aufzubauen. In heimlichen Zusammenkünften in einem stillgelegten Sägewerk sammeln sie Dinge, die etwas bedeuten, um damit Pierre Anthons Grundbehauptung, nichts bedeute etwas, logisch zu widerlegen. Anfangs besteht der so entstehende „Berg aus Bedeutung“ aus willkürlichen und gespendeten Beiträgen, aber bald beginnen sie, voneinander sogenannte Opfer von persönlicher Bedeutung zu verlangen, wobei jeweils der/die Opfernde festlegen darf, wer als Nächstes welches Opfer zu bringen hat. Geht es anfangs um rein materielle Güter wie die Lieblingssandalen, die geliebten Boxhandschuhe oder das neue Rennrad, so setzt bald, zunächst unbemerkt, eine Spirale psychischer Gewalt in der Gruppe ein: Je schmerzhafter das eigene Opfer empfunden wurde, desto mehr wird beim nächsten Opfer verlangt, wobei man sich mit der Erklärung begnügt, dass ein besonders schmerzhaftes Opfer auch besonders bedeutend sei. So muss der strenggläubige Muslim Hussein seinen Gebetsteppich opfern, der fromme Kai das Kruzifix aus der Kirche, Elise den Sarg (mit Inhalt) ihres kürzlich verstorbenen jüngeren Bruders, Sofie ihre Unschuld (der Vorgang wird nicht geschildert, es sind mehrere der Jungen daran beteiligt) und Rosa das Leben einer herrenlosen Hündin, die sich der Gruppe angeschlossen hat. Zuletzt verlangt Rosa (wie angedeutet wird, in Absprache mit Sofie) von Jan-Johan, der ausgezeichnet Gitarre spielt, seinen rechten Zeigefinger zu opfern. In einer grausamen, detailliert geschilderten Szene hackt Sofie dem heftig widerstrebenden Jungen den Finger ab.
Jan-Johan verrät daraufhin das Projekt. Polizei und Öffentlichkeit werden aufmerksam, was zu einem weltweiten Medienrummel um den Berg und die Kleinstadt führt. Schließlich kauft ein New Yorker Museum den zum Kunstwerk avancierten Berg für 3,62 Millionen Dollar. Die Schüler sind zunächst beruhigt darüber, dass nun zumindest die materiellen Schäden ersetzt werden können.
Pierre Anthon zeigt sich von all dem unbeeindruckt. Den schnell wieder abgeflauten Medienrummel sieht er als Beweis der Bedeutungslosigkeit an und argumentiert, falls der Berg jemals Bedeutung besessen hätte, hätte er sie in dem Moment verloren, in dem er für Geld verkauft wurde.
Nach und nach müssen die Schüler Pierre Anthon widerwillig recht geben, seinen Argumenten verschließen sie sich nur aus Trotz und wegen Sofies gebetsmühlenartig wiederholter Beteuerung, damit würden sie „die Bedeutung“ verraten. Als sie sich schließlich doch eingestehen müssen, dass der Berg zwar eine subjektive, aber keine absolute Bedeutung trägt und ihre Opfer letztlich vergebens waren, mündet die Wut darüber, was sie einander abverlangt haben, in eine enthemmte Prügelei. In dieser Szene erscheint siegesgewiss Pierre Anthon. Er verspottet das Verhalten der Gruppe sowie den Berg selbst und seine einzelnen Bestandteile gründlich. Als er sich zum Gehen wendet, fallen die anderen unabgesprochen über ihn her und lassen ihre Wut an ihm aus, bis er leblos und grausam zugerichtet neben dem „Berg aus Bedeutung“ liegt. In derselben Nacht brennt das Sägewerk mit dem „Berg aus Bedeutung“ aus ungeklärter Ursache vollständig nieder. Als Pierre Anthons verkohlte Überreste in der Brandstelle gefunden werden, geht die Polizei davon aus, er habe den Berg in Brand gesteckt und sei dabei mit verunglückt.
Nach Pierre Anthons Beerdigung säubern die Teilnehmer des Projekts die Brandstelle und teilen das, was sie für die Asche ihres Berges halten, unter sich auf. Schon bei dieser Arbeit reden sie nicht mehr miteinander. Zum neuen Schuljahr werden sie auf unterschiedliche, weiter entfernte Schulen verteilt, vermeiden jeden Kontakt zueinander und werden auch von anderen gemieden. Sofie, schwer traumatisiert und psychisch zerrüttet, wird in eine geschlossene Anstalt eingewiesen. 
Zum Abschluss stellt die Ich-Erzählerin acht Jahre später bei Betrachtung ihres Asche-Anteils nüchtern fest, dass man mit Bedeutung keinesfalls spaßen darf.

## Figuren

### Agnes
Agnes ist Ich-Erzählerin des Romans. Während sie am Anfang nett und mitfühlend wirkt, äußert sie doch im Verlauf der Handlung immer radikalere Ideen. So ist sie die Erste und Einzige, die vorschlägt, die Jungen sollten Pierre Anthon verprügeln, um ihn vom Pflaumenbaum herunterzuholen. Auch gehen von ihr jeweils die entscheidenden Initiativen für die „Steigerung an Bedeutung“ aus. 
Nach ihrem eigenen Opfer wird sie zunehmend herzloser und versucht, mit den Opferforderungen bewusst die wunden Punkte ihrer Mitschüler zu treffen. Als sie an der Reihe ist ein Opfer für Gerda auszuwählen, nimmt sie sich, von Rache getrieben, mehrere Tage Zeit, um durch Nettigkeit herauszufinden, was Gerda am meisten verletzten würde, auch wenn Agnes zugibt, sich vorher nie für sie interessiert zu haben. Somit verlangt sie als Erste ein wenigstens nicht identisch zu ersetzendes Gut, indem sie von Gerda deren Hamster als Opfer fordert. Außerdem ist sie bei der Beschaffung des Sarges zugegen und tätigt den Anruf, der die Weltpresse auf den Plan ruft. Dennoch kommt sie später zu der Einsicht, dass die Sache aus dem Ruder läuft, und versucht vergeblich, weitere Opfer zu verhindern. Am Ende rechtfertigt sie jedoch die Gewaltanwendung gegen Pierre Anthon mit der Feststellung, er sei doch schließlich an allem schuld.

### Pierre Anthon
Pierre Anthon ist der Sohn eines Computertechnikers, der die Schule aus mangelndem Interesse abgebrochen hat. Er ist es, der den Werten seiner Altersgenossen die Bedeutung abspricht und sie zu ihrer Aktion inspiriert, Bedeutung zu sammeln. Er interessiert sich jedoch nicht für den „Berg der Bedeutung“. Erst als Agnes ihm von der Prügelei im Sägewerk berichtet, schaut er ihn sich an, spricht ihm dabei jedoch jegliche Bedeutung ab, woraufhin die Situation außer Kontrolle gerät und alle anderen ihre aufgestaute Wut an ihm auslassen. Sein Körper verbrennt mit dem gesamten Sägewerk in der gleichen Nacht.

### Sofie
Die Schülerin Sofie ist zu Beginn schüchtern, hilft der Gruppe aber mit guten Einfällen. Doch nachdem sie dazu gezwungen wurde, dem Berg der Bedeutung ihre Unschuld zu opfern, wird sie gefühlskalt. So macht es ihr als einzigem der Teilnehmer emotional überhaupt nichts aus, Jan-Johans Finger abzuhacken. Nach Rekonstruktion der Ich-Erzählerin war vermutlich genau dieser Finger auch am Verlust von Sofies Unschuld maßgeblich beteiligt. Mit ihrer vermutlich auf Rache gründenden Aggression trägt sie einen großen Teil zur abschließenden Eskalation und den tödlichen Handgreiflichkeiten gegen Pierre Anthon bei. Sofie wird am Schluss in die geschlossene Psychiatrie eingewiesen.

### Jan-Johan
Jan-Johan spielt Gitarre und singt Lieder der Beatles. Als Klassenanführer ruft er die Klasse zusammen, um etwas in der Sache „Pierre Anthon“ zu unternehmen, hält sich aber während der Entstehung des Berges der Bedeutung zurück. Als er schließlich an der Reihe ist, seinen rechten Zeigefinger zu opfern, und sich sträubt, verliert er seine Rolle als Anführer und gilt als Feigling. Nach seinem Opfer verrät er die Klasse und den „Berg der Bedeutung“, indem er seinen Eltern davon erzählt.

### Marie-Ursula
Marie-Ursula ist Agnes’ beste Freundin und laut Agnes etwas ganz Besonderes. Sie trägt nur schwarze Kleidung und hat blaue Haare mit sechs Zöpfen. Diese werden jedoch von Elise für den Berg aus Bedeutung verlangt und von ihr und Hussein abgeschnitten.

### Elise
Elise hat das Gefühl, von ihren Eltern nicht geliebt zu werden, weil ihr kranker kleiner Bruder Emil mehr elterliche Zuwendung bekam als sie, bis er im Alter von zwei Jahren starb. Sie wird von Ole dazu aufgefordert, Emils Sarg (mit Inhalt) zu opfern. Aschenputtel, der Hund eines kürzlich verstorbenen Mannes, folgt den Jugendlichen vom Friedhof und liegt fortan auf Emils Sarg. Elise gewinnt Aschenputtel lieb und geht jeden Abend mit ihr spazieren. Als Rosa, die kein Blut sehen kann, später von Kai dazu aufgefordert wird, Aschenputtels Kopf zu opfern, bedeutet dies für Elise ein größeres Opfer als für Rosa.

### Dame Werner
Dame Werner benutzt gerne französische Wörter. Er muss sein Tagebuch abgeben, das ein wichtiger Teil seines Lebens ist, und fordert von Anna-Li daraufhin ihre Adoptionsurkunde.

### Ole
Ole ist der Schläger der Klasse und seine Beziehung zu anderen Figuren ist nicht besonders gut. Ole muss als Opfergabe für den Berg aus Bedeutung seine roten Boxhandschuhe abgeben. Er ist derjenige, der Hussein verprügelt und auch oftmals Gewalt an seinen anderen Mitschülern ausübt. Er wohnt ebenfalls in der Stadt Taering und geht in die Klasse 7a in der lokalen Schule.

## Stil der Autorin
Janne Teller nutzt überwiegend Präteritum, wenn die Ich-Erzählerin Agnes von den Geschehnissen berichtet. Vor allem die Dialoge sind von Umgangssprache geprägt, wobei der Wortschatz allgemein wenig abwechslungsreich ist. Dies hängt mit dem Alter der Figuren zusammen. Deren Idiolekte können deshalb als jugendsprachlich charakterisiert werden. Auffällig werden die typisierten Figuren durch Adjektive, die Teller ihnen zuordnet (z. B. der fromme Kai). Im Zuge der Schilderungen der Erzählerin werden mehrheitlich Parataxen verwendet. Im restlichen Text kommt es zu einer Mischung aus Para- und Hypotaxen. Diese werden an einigen Stellen durch asyndetische Sätze unterbrochen. Dies alles lässt sich auf die konzeptionell mündliche Sprache zurückführen, weshalb Sätze bspw. oft mit der Konjunktion „und“ beginnen. Teller nutzt in diesem Buch zahlreiche Anaphern, Klimaxe sowie Antiklimaxe und bedient sich auch der Lautmalerei. Gelegentlich werden inhaltlich unsinnige Steigerungen als sprachliche Verstärkung genutzt („ich bekam Angst. Mehr Angst. Am meisten Angst“).

## Rezeption
Der Roman wird seit dem Erscheinen der dänischen Ausgabe im Jahr 2000 kontrovers diskutiert. Er löste in Dänemark einen Skandal aus und war zeitweise an dänischen Schulen verboten.
Dessen ungeachtet wurde Janne Teller mehrfach für ihr Buch Intet ausgezeichnet.
Eine Bühnenfassung des Romans von Andreas Erdmann hatte am 13. Oktober 2011 am Düsseldorfer Schauspielhaus Premiere und wurde in der Folge auch an zahlreichen anderen deutschen Theatern aufgeführt.

## Auszeichnungen
- 2001: Jugendbuchpreis des dänischen Kulturministeriums
- 2008: Le Prix Libbylit
- 2011: Michael L. Printz Honor Book

## Ausgabe
- Janne Teller: Nichts : was im Leben wichtig ist. Hanser, München 2010, ISBN 978-3-446-23596-0 (dänisch: Intet. Übersetzt von Sigrid Engeler).

## Hörspieladaptionen
- 2011 „Nichts. Was im Leben wichtig ist“, SWR, Regie: Leonhard Koppelmann